# Język kreolski Mauritiusa
Język kreolski Mauritiusa – język kreolski na bazie francuskiego, używany na Mauritiusie. Alternatywne nazwy: morisyen, maurytyjski, kreol. Jest używany jako język ojczysty przez około 80% ludności Mauritiusa, jednak niemal wyłącznie w mowie, stosunkowo rzadko bywa zapisywany. Pomimo czynionych prób ujednolicenia zapisu nie wypracowano jak dotąd powszechnie akceptowanego systemu ortografii. Użytkownicy posługują się również, zwłaszcza w piśmie, angielskim i francuskim.
Bardzo podobne dialekty używane są w niektórych częściach Madagaskaru oraz na wyspie Rodrigues. Pod względem struktury gramatycznej jest bliski językowi kreolskiemu używanemu na Seszelach czy nawet francuskiemu kreolskiemu z Karaibów. Nie jest natomiast dobrze zrozumiały z językiem kreolskim Reunionu.

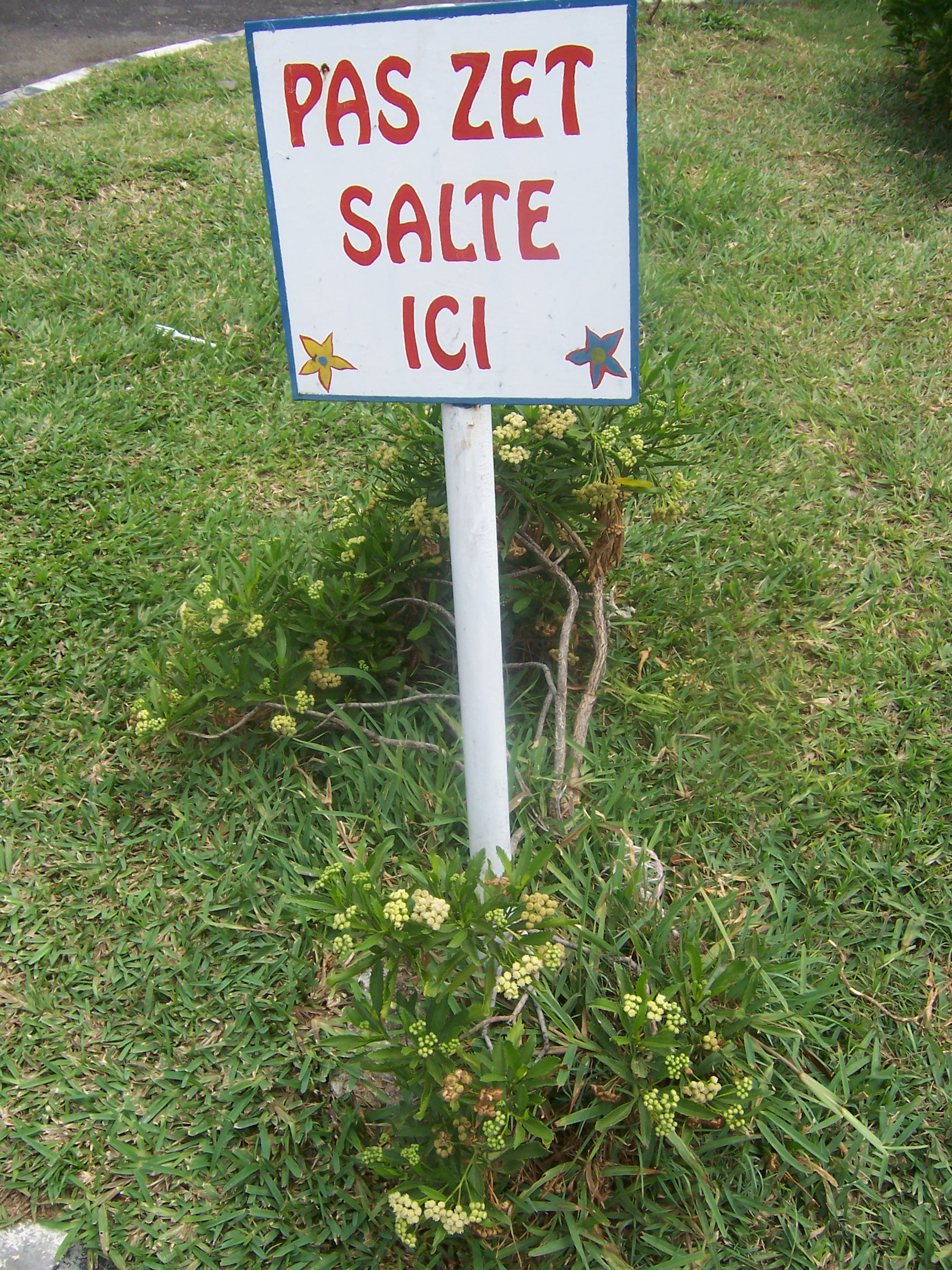
Tabliczka w języku kreolskim: „Nie rzucać tutaj śmieci”

## Charakterystyka
Leksyka opiera się w głównej mierze na słownictwie francuskim, istnieją również zapożyczenia z angielskiego i języków indyjskich. Francuski rodzajnik często stanowi integralną część wyrazu maurytyjskiego, np. dilo z franc. „de l’eau”, diri z „du riz”. Zapis jest zazwyczaj fonetyczny. W porównaniu z francuskim wiele dźwięków ulega uproszczeniu, np. francuskie „ch” i „j” zapisywane są i wymawiane jako odpowiednio „s” i „z”, zaś zaokrąglone samogłoski „u” i „eu” jako „i” i „e”.